# Солини (Мачерата)
Солини је насеље у Италији у округу Мачерата, региону Марке.
Према процени из 2011. у насељу је живело 22 становника. Насеље се налази на надморској висини од 237 м.